# Mark Hamill
Mark Hamill (született Mark Richard Hamill) (Oakland, Kalifornia,  1951. szeptember 25. –) Daytime Emmy-díjas amerikai filmszínész.
Pályáját a mai napig meghatározza, hogy ő játszotta Luke Skywalkert George Lucas elsőként leforgatott, ma már klasszikusnak számító Csillagok háborúja trilógiájában. 2001-ben a Der Stern című német magazinban Andreas Renner kérdésére, hogy ártott-e a karrierjének Luke Skywalker, a következőt válaszolta:
"Bizony, voltak problémáim, mert mindenki az akcióhős szerepével azonosított. Amikor kicsit később New Yorkban, a Broadwayn elfogadtam az Elefántember című színdarab főszerepét, senki sem hitte, hogy megbirkózom vele. Azonban a premier után dicsértek a kritikusok és újabb előadásokra is kaptam ajánlatokat. Igaz, a színházigazgatóimnak furcsa volt, hogy mindig voltak olyan nézőink is, akiknek fénykard világított az oldalán."
Kevin Smith Jay és Néma Bob visszavág (2001) című filmjében  saját Csillagok háborúja-beli szerepét parodizálta ki.

## Ifjúkora és pályakezdése
Édesapja (William Thomas Hamill) az amerikai haditengerészetnél szolgált. Ezért Mark ifjúkorában hol Kaliforniában, hol Virginiában, hol New Yorkban, hol Japánban élt. Színészetet Los Angelesben tanult, a City College-ban. Első televíziós szerepét a The Bill Cosby-show-ban kapta 1970-ben. Majd Kent Murray-t játszotta a General Hospital című televíziós sorozatban. A The Texas Wheelers című televíziós vígjátéksorozatban is szerepelt (1974). Mozis karrierje 1977-ben indult: csak a hangja volt hallható a Wizards című fantasztikus filmben.

## Filmes karrierje
George Lucas klasszikus, elsőként forgatott Csillagok háborúja trilógiájának mindegyik filmjében ő játszotta a főszereplőt, Luke Skywalkert. Általa világhírre tett szert. (E filmekben szinte minden akciójelenetet maga alakított, dublőr nélkül) 
- 1977: Csillagok háborúja IV: Egy új remény
- 1980: Csillagok háborúja V: A Birodalom visszavág
- 1983: Csillagok háborúja VI: A Jedi visszatér
- 2015: Csillagok háborúja VII: Az ébredő Erő
- 2017: Csillagok háborúja VIII: Az utolsó Jedik
- 2019: Csillagok háborúja IX: Skywalker Kora

Szerepelt mintegy kettőszáz filmben.
Ismertebb filmjei:
- 1978: Corvette Summer
- 1980: The Big Red One – A nagy vörös egyes
- 1982: Britannia Hospital – Britannia gyógyintézet
- 1981: The Night the Lights Went Out in Georgia – Az éjszaka amikor a fények kialudtak Georgiában
- 1989: Slipstream
- 2001: Jay és Néma Bob visszavág
- 2011: Thelomeris

Nehogy Luke Skywalker alakítása miatt beskatulyázzák a gáncstalan szuperhős szerepébe, gyakran kölcsönözi hangját "gonoszoknak" különböző animációs filmekben. Így például az alábbi gonoszok szólalnak meg az ő hangján:
- 1992: Joker (Batman: A rajzfilmsorozat)
- 1993: Joker (Batman: a rém álarca)
- 1994: Hobgoblin (Új pókember)
- 1994: Maximus (A fantasztikus négyes. Új kalandok)
- 1994: Wolverine (X-Men)
- 2000: Joker (A jövő Batmane. A joker visszatér)
- 2001: Joker és Solomon Grundy (Justice League)
- 2005: Ozai, a Tűz Ura (Avatár – Aang legendája)
- 2007: Chanukah zombi (Futurama: Bender's Big Score)

Érdekesség:
- Mark Hamill Luke Skywalkerként szerepelt a Muppet show-ban (1980).
- Mark Hamill szerepelt a Simpson családban is. A 10. évad A rettenthetetlen testőr című részében bukkant fel saját csillagok háborújás szerepében.

## Videójátékok és -sorozatok
Nagyon gyakran szinkronizál videójátékokban: így például ő alakította Christopher Blair ezredest a Wing Commander komputerjáték videósorozatának 3., 4. és Prófécia című részében. A LucasArts-Adventure Full Throttle című videójátékában több szereplőnek is ő kölcsönözte a hangját. Azonkívül ő szinkronizálta Mosley detektívet a Gabriel Knight videójáték-sorozatban, és Jokert különböző animációs Batman-sorozatokban, valamint legújabban a tűz gonosz nagyurát, Ozait egy animációs Nick-sorozatban (Avatár – Aang legendája). Ezen felül ő adja Joker hangját a 2009-es Batman: Arkham Asylum, Arkham City, Arkham Knight nevű sikerjátékokban is.
A The Mandalorian és a The Book of Boba Fett sorozatokban Luke Skywalker mozdulatait vették fel vele és az arcát, meg a hangját megfiatalították.

## Díjak, elismerések
Háromszor is a legjobb színész Szaturnusz-díjával tüntette ki az Academy of Science Fiction, Fantasy & Horror Films: 1980-ban A Birodalom visszavágban, 1983-ban A Jedi visszatérben, és 2017-ben Az utolsó jedikben nyújtott alakításáért.
2025-ben Az Usher-ház bukása című sorozatban  alakításáért megkapta a legjobb vendégszínésznek járó Szaturnusz-díjat.

## Magánélete
Felesége Marilou York. Három gyermekük született:  Nathan (1979), Griffin (1983) és Chelsea (1988). Családjával a kaliforniai Malibuban él.
A Csillagok háborúja IV. epizódjának (Egy új remény) a forgatása után súlyos autóbalesetet szenvedett. Az arca is megsérült.
Jó barátja Ian McDiarmid angol színész, aki a Csillagok háborúja című filmsorozatban a császárt (Palpatine szenátort) alakította. Közös bennük, hogy mindketten nagyon kedvelik a brit humort.